# بريسكيا بيتي
بريسكيا بيتي (2 أغسطس 1989)، هي مغنية، راقصة وممثلة فرنسية. أصدرت أول أغنية منفردة لها عندما كانت تبلغ 12 سنة، ولديها 6 ألبومات حاليا. ما بين 2008 و2011، لعبت الجزء الرئيسي في المسلسل التلفزيوني الموسيقي غني! (بالفرنسية: !Chante)‏

## حياتها
ولدت بريسكيا بيتي في نيس، فرنسا في 2 أغسطس 1989. عندما كانت تبلغ 11 من عمرها، شاهدت عرض الأبطال المزيفين الصغار (بالفرنسية: Drôles de petits champions)‏ في 23 فبراير 2001 على تي أف 1، حيث لوحظت من قبل منتج من الشركة الأمريكية مترو غولدوين ماير، باتريك ديبور. وفي 25 ديسمبر سجلت أول أغنية منفردة باسم عندما كنت طفلة (بالفرنسية: Quand je serai jeune)‏ من إنتاج سوني بي إم جي.
في نفس السنة ذهبت بريسكيا إلى نيويورك وقابلت مثلها الأعلى بريتني سبيرز، وقدمتها بريتني إلى اللجنة المسؤولة عن شهادة مبيعات الموسيقى المسجلة عن أغنيتها عندما كنت طفلة.
أصدرت بريسكيا أول ألبوم لها في يونيو 2002 باسم هذه الحياة الجديدة (بالفرنسية: Cette Vie Nouvelle)‏ وحصل على الفضية في فرنسا حيث حصل على مبيعات قدرت ب50.000 نسخة. ألبومها الثاني الذي اسمه على اسمها بريسكيا أُصدِر بعد 6 أشهر فقط من ألبومها الأول، في ديسمبر 2002. الأغنية الأولى في هذا الألبوم والتي باسم أنظر إلي (جربني، أكرهني) (بالفرنسية: Regarde-moi (teste-moi, déteste-moi))‏ حصلت على الذهبية في فرنسا بمبيعات أكثر من 250.000 نسخة. أما الألبوم عامة فحصل أيضا على الذهبية وحصد مبيعات بأكثر من 100.000 نسخة في فرنسا.
ثالث ألبومات بريسكيا جاء باسم فتاة مثلي (بالفرنسية: Fille Comme Moi)‏ وأصدر في بداية 2004، أول أغنية بالألبوم دائما بدون حب (بالفرنسية: Toujours Pas D'Amour)‏ حصلت على المركز الخامس في الإتحاد الوطني للنشر الفونوغرافي، أما الألبوم فجاء في المرتبة الثامنة في التصنيف وحصلت على الذهبية.
بعد اتباعها للتعليم التقليدي حتى نهاية الصف الثامن، قررت ألا تدخل للمدرسة الثانوية، وعوضتها بساعات إضافية ودروس منزلية وذلك لتركز في مشوارها الفني أكثر.
ألبوم بريسكيا الخامس Bric à brac أصدر في صيف 2005 وحصل على المركز 20 في تصنيف الألبومات الفرنسي.
بداية من 8 فبراير، لعبت بريسكيا الدور الرئيسي في المسلسل التلفزيوني الموسيقي غني! (بالفرنسية: !Chante)‏ حتى الموسم الرابع والأخير سنة 2011. بعض أغاني الموسم الأول هي أصلا أغاني من الألبوم الخامس لبريسكيا باسم اكسر كالزجاج  (بالفرنسية: Casse Comme Du Verre)‏ الذي أصدر في ديسمبر 2007.

## ديسكوغرافيا

### الألبومات
| السنة | الإسم                                 | تاريخ الإصدار | المبيعات | الشهادة (فرنسا) | المراكز | المراكز | المراكز | المراكز |
| ----- | ------------------------------------- | ------------- | -------- | --------------- | ------- | ------- | ------- | ------- |
| السنة | الإسم                                 | تاريخ الإصدار | المبيعات | الشهادة (فرنسا) | [ 11 ]  | (DD)    | (WA)    | سويسرا  |
| 2002  | هذه الحياة الجديدة Cette Vie nouvelle | يونيو 2002    | 50,000   | الفضية (2003)   | 18      | —       | 44      | 53      |
| 2002  | بريسكيا Priscilla                     | ديسمبر 2002   | 130,000  | الذهبية (2003)  | 16      | —       | 40      | 72      |
| 2004  | فتاة مثلي Une Fille comme moi         | يناير 2004    | 130,000  | الذهبية (2004)  | 8       | —       | 38      | 83      |
| 2005  | Bric à Brac                           | يوليو 2005    |          | —               | 20      | —       | 74      | —       |
| 2007  | اكسر كالزجاج Casse comme du verre     | ديسمبر 2007   |          | —               | 111     | —       | 100     | —       |
| 2017  | الحياة تعرف La vie sait               | مايو 2017     |          | —               | 59      | —       | 102     | —       |

### الأغاني المنفردة
| السنة | الإسم                                                         | تاريخ الإصدار | المبيعات | الشهادة (فرنسا) | المراكز | المراكز | المراكز | المراكز | الألبوم                               |
| ----- | ------------------------------------------------------------- | ------------- | -------- | --------------- | ------- | ------- | ------- | ------- | ------------------------------------- |
| السنة | الإسم                                                         | تاريخ الإصدار | المبيعات | الشهادة (فرنسا) | [ 14 ]  | (DD)    | (WA)    | سويسرا  | الألبوم                               |
| 2001  | عندما كنت طفلة Quand je serai jeune                           | سبتمبر 2001   | 178,000  | الفضية (2001)   | 10      | —       | 23      | —       | هذه الحياة الجديدة Cette Vie nouvelle |
| 2002  | هذه الحياة الجديدة Cette Vie nouvelle                         | مارس 2002     |          | —               | 9       | —       | 36      | —       | هذه الحياة الجديدة Cette Vie nouvelle |
| 2002  | كلام فارغ Bla bla bla                                         | يونيو 2002    |          | —               | 37      | —       | —       | —       | هذه الحياة الجديدة Cette Vie nouvelle |
| 2002  | أنظر إلي (جربني، أكرهني) Regarde-moi (teste-moi, déteste-moi) | ديسمبر 2002   | 301,000  | الذهبية (2003)  | 5       | —       | 9       | 81      | بريسكيا Priscilla                     |
| 2003  | "Tchouk tchouk musik"                                         | أبريل 2003    | 145,000  | الفضية (2003)   | 7       | —       | 38      | 47      | بريسكيا Priscilla                     |
| 2004  | دائما بدون حب Toujours pas d'amour                            | فبراير 2004   | 115,000  | الفضية (2004)   | 5       | —       | 21      | 39      | فتاة مثلي Une Fille comme moi         |
| 2004  | أنت أنا Toi c'est moi                                         | أبريل 2004    |          | —               | 16      | —       | —       | —       | فتاة مثلي Une Fille comme moi         |
| 2004  | غيرة Jalousie                                                 | سبتمبر 2004   |          | —               | 21      | —       | —       | —       | فتاة مثلي Une Fille comme moi         |
| 2005  | Bric à brac                                                   | يوليو 2005    |          | —               | 31      | —       | —       | —       | Bric à Brac                           |
| 2005  | أنا أرقص إذن أنا موجود Je danse donc je suis                  | أكتوبر 2005   |          | —               | 45      | —       | —       | —       | Bric à Brac                           |
| 2006  | المهمة كيم المستحيلة Mission Kim Possible                     | 2006          |          | —               | —       | —       | —       | —       | —                                     |
| 2007  | غني! Chante !                                                 | نوفمبر 2007   |          | —               | —       | —       | —       | —       | اكسر كالزجاج Casse comme du verre     |
| 2008  | اكسر كالزجاج Casse comme du verre                             | 2008          |          | —               | —       | —       | —       | —       | اكسر كالزجاج Casse comme du verre     |
| 2016  | غير العالم Changer le monde                                   | ديسمبر 2016   |          | —               | 119     | —       | —       | —       | الحياة تعرف La vie sait               |
| 2017  | الحياة تعرف La vie sait                                       | يناير 2017    |          | —               | 116     | —       | —       | —       | الحياة تعرف La vie sait               |